# 薩爾弗城 (阿肯色州)
薩爾弗城（英語：Sulphur City）是位於美國阿肯色州華盛頓縣的一個非建制地區。該地的面積和人口皆未知。

## 地理
薩爾弗城的座標為35°57′54″N 94°03′02″W / 35.96500°N 94.05056°W，而該地的平均海拔高度為414米（即1358英尺）。